# Le Voyage de Théo
Le Voyage de Théo est un roman de Catherine Clément publié en 1997.

## Résumé
Théo, un adolescent de 14 ans atteint d'une maladie incurable, va faire le tour du monde des religions accompagné de sa tante, et va essayer de trouver des réponses à la question de l'existence de Dieu.

## Suite
Une suite intitulée Le Voyage de Théo : le Sang du Monde est parue en 2004.